# Guadalupe (fiume Texas)
Il Guadalupe è un fiume degli Stati Uniti d'America, uno dei principali corsi d'acqua dello stato del Texas, che nasce nella contea di Kerr e sfocia nella baia di San Antonio.
Lungo il suo percorso attraversa le città di Kerrville, New Braunfels, dove è anche presente una diga che forma il lago Canyon,  Seguin , Gonzales, Cuero, Victoria e infine San Antonio.
Il fiume ha carattere torrentizio e l'area in cui scorre nota come Texas Hill Country è composta da terreno argilloso ed è spesso soggetta a inondazioni improvvise. 
Il fiume dà il nome al persico del Guadalupe, considerato il pesce simbolo del Texas.